# R&F (Hongkong)
R&F (Hong Kong) Soccer Limited (čínsky znaky tradiční 富力（香港）足球有限公司) je čínský profesionální fotbalový klub, který sídlí ve zvláštní správní oblasti Čínské lidové republiky Hongkongu. Jedná se o rezervní tým čínského klubu Kuang-čou R&F. Založen byl v roce 2016. Klubové barvy jsou modrá a bílá. Od sezóny 2016/17 působí v hongkongské nejvyšší fotbalové soutěži.
Své domácí zápasy odehrává v Kantonu na stadionu Jen-c’-kang s kapacitou 2 000 diváků.

## Historické názvy
Zdroj: 
- 2016 – R&F (Hong Kong) (R&F (Hong Kong) Soccer Limited)

## Umístění v jednotlivých sezonách
Stručný přehled
Zdroj: 
- 2016– : Hong Kong Premier League

Jednotlivé ročníky
Zdroj: 
Legenda: Z - zápasy, V - výhry, R - remízy, P - porážky, VG - vstřelené góly, OG - obdržené góly, +/- - rozdíl skóre, B - body, červené podbarvení - sestup, zelené podbarvení - postup, fialové podbarvení - reorganizace, změna skupiny či soutěže
| Hongkong (2016 – ) |                          |        |    |   |   |    |    |    |     |    |        |
| Sezóny             | Liga                     | Úroveň | Z  | V | R | P  | VG | OG | +/- | B  | Pozice |
| 2016/17            | Hong Kong Premier League | 1      | 20 | 3 | 1 | 16 | 13 | 53 | -40 | 10 | 10.    |
| 2017/18            | Hong Kong Premier League | 1      | 18 |   |   |    |    |    |     |    |        |